# Sergei Kulagin
Sergei Witaljewitsch Kulagin (russisch Сергей Витальевич Кулагин; * 8. September 1952 in Atbassar, Kasachische SSR) ist ein kasachischer Politiker.

## Leben
Sergei Kulagin wurde 1952 in Atbassar geboren. Er studierte ab 1969 am Landwirtschaftlichen Institut in Zelinograd und erlangte 1975 einen Abschluss in Maschinenbau.
Von 1984 bis 1985 war er dem Vorsitzender des Bezirksrates der Volksdeputierten des Kreises Alekseevskogo in der Oblast Zelinograd. Von 1985 bis 1986 war er erster Sekretär des Bezirkskomitees der Kommunistischen Partei Kasachstans des kreises Alekseevskogo. Im Oktober 1986 wurde er erster stellvertretender Vorsitzender des Exekutivkomitees und Vorsitzender des regionalen Agrarausschusses der Oblast Zelinograd. Im August 1990 wurde Kulagin erster stellvertretender Vorsitzender des Rats der Volksdeputierten des Oblast Turgai.
Im Februar 1992 wurde er zum Leiter der Regionalverwaltung des Gebietes Torghai ernannt. Im Juni 1993 wurde er als stellvertretender Premierminister und Landwirtschaftsminister Mitglied der kasachischen Regierung. Den Posten des Landwirtschaftsministers bekleidete er rund ein Jahr lang, stellvertretender Premierminister war er bis Oktober 1994. Seit November 1994 war er Präsident des Integration-Tselina International Fund, bevor er von Januar bis September 1998 erneut Landwirtschaftsminister war. Im September 1998 wurde er dann zum Äkim (Gouverneur) des Gebietes Aqmola ernannt wurde. Von März 2004 bis Januar 2012 war er Äkim des Gebietes Qostanai. Am 20. Januar 2012 wurde er vom kasachischen Präsidenten Nursultan Nasarbajew zu einem Abgeordneten des kasachischen Senates ernannt. Am 27. Mai 2014 wurde er erneut zum Äkim des Gebietes Aqmola ernannt. Am 12. März 2017 wurde er von diesem Posten entlassen.

## Familie
Er ist verheiratet mit Galina Kulagina. Die beiden haben drei Kinder, eine Tochter und zwei Söhne.